# Max von Klitzing
Maximilian Caspar von Klitzing (* 13. April 1815 in Hermsdorf; † 1. Februar 1902 in Deutsch Krone) war Gutsbesitzer und Mitglied des Deutschen Reichstags.

## Leben
Seine Eltern waren der Domänenrat Caspar Lebrecht von Klitzing (* 11. Februar 1783; † 16. August 1866) und dessen Ehefrau Elisabeth Karoline, geborene Bennecke (* 2. Juli 1787; † 10. April 1874).
Klitzing war Gutsbesitzer auf Lüben und Klausdorf im Kreis Deutsch-Krone. Von 1882 bis 1884 war er Mitglied des Deutschen Reichstags für den Wahlkreis Regierungsbezirk Marienwerder 8 Deutsch Krone und die Deutschkonservative Partei. Er war im Mai 1882 in einer Nachwahl für den verstorbenen Abgeordneten Max von Brauchitsch gewählt worden.

## Familie
Er heiratete am 2. Juli 1847 in Zürich Charlotte Louise von Klitzing (* 18. Juli 1826; † 17. Februar 1897). Das Paar hatte mehrere Kinder:
- Anna Elisabeth (* 18. Mai 1848; † 27. März 1858)
- Lebrecht Ludwig (* 24. August 1849; † 20. August 1874)
- Arthur Ludwig (* 31. Mai 1852) ⚭ 1881 Louise von Oppen (* 6. Juli 1853)
- Armgard (* 8. April 1859; † 16. Juli 1890) ⚭ 1881 Friedrich von Bernhardi (1849–1930), General der Kavallerie